# アグレダ
アグレダ（Ágreda）は、スペイン・カスティーリャ・イ・レオン州ソリア県のムニシピオ（基礎自治体）。ソリア県北東部に位置し、県都ソリアからは60kmほど離れている。人口は3000人強だが、ソリア県の中では6番目の人口規模を誇る町である。近隣の都市は、南に10kmほどの位置にオルベガが、北東に20kmほどの位置にサラゴサ県のタラソナがある。

## 経済
農業、牧畜、自動車製造や機械部品製造、観光、通商、サービス業などで成り立っている。

## 人口
| アグレダの人口推移 1900－2010                           |
|                                                         |
| 出典:INE（スペイン国立統計局）1900年 - 1991年、1996年 - |

## 政治
自治体首長はカスティーリャ・イ・レオン社会党（Partido Socialista de Castilla y León、PSCyL）のヘスス・マヌエル・アロンソ・ヒメネス（Jesús Manuel Alonso Jiménez）で、自治体評議員は、カスティーリャ・イ・レオン社会党（Partido Socialista de Castilla y León、PSCyL）：7、カスティーリャ・イ・レオン国民党（Partido Popular de Castilla y León）：4となっている（2011年5月22日の自治体選挙結果、得票順）。
| 1999年6月13日自治体選挙 |        |        |          |
| 政党                    | 得票数 | 得票率 | 獲得議席 |
| PP                      | 1,154  | 52.79% | 6        |
| PSOE                    | 1,000  | 45.75% | 5        |

| 2003年5月25日自治体選挙 |        |        |          |
| 政党                    | 得票数 | 得票率 | 獲得議席 |
| PP                      | 1,300  | 60.30% | 7        |
| PSOE                    | 833    | 38.64% | 4        |

| 2007年5月27日自治体選挙 |        |        |          |
| 政党                    | 得票数 | 得票率 | 獲得議席 |
| PSOE                    | 993    | 50.28% | 6        |
| PP                      | 959    | 48.56% | 5        |

| 2011年5月22日自治体選挙 |        |        |          |
| 政党                    | 得票数 | 得票率 | 獲得議席 |
| PSOE                    | 1,060  | 58.69% | 7        |
| PP                      | 690    | 38.21% | 4        |

### 司法行政
アグレダはソリア司法管轄区に属す。

## 出身者
- フェルミン・カチョ - 陸上競技選手